# Надія Ліпес
Надія Ігорівна Ліпес відома також як Надя Ліпес (нар. 24 грудня 1976, Балаклія, УРСР) — українська письменниця, історикиня, екскурсовод, громадська діячка. Один із провідних генеалогів пострадянських держав.

## Біографія
Народилася в єврейській родині. у 1997 році емігрувала до Ізраїлю. Навчалася в Міжнародному Соломоновому університеті, де вивчала юдаїку та соціологію. У 2004 році повернулася до Києва і до фінансової кризи працювала ріелторкою. У 2008 році заснувала курси для єврейських гідів в Україні, з 2009 року займається організацією туризму та роботою з архівними документами, пошуком та відновленням генеалогічних даних. Читає лекції в Україні та в багатьох інших країнах світу, зокрема в США, Ізраїлі, Німеччині. Вона знає іврит, українську, російську, іспанську та англійську мови.

## Діяльності
З 2007 року займається охороною та документуванням старих єврейських кладовищ, автор численних фотографій єврейських надгробків, що мають історичну, культурну та мистецьку цінність. Автор численних досліджень архівних документів. У 2013 році в Державному архіві Київської області, вона виявила списки євреїв в Юстинграді, які були жертвами погромів, і її предки також були серед жертв. Вона також є авторкою численних матеріалів з історії євреїв у Російській імперії та Україні, досліджень про єврейські погоми. Надія — засновниця та авторка меморіального сайту зі списком жертв погромів, який фінансує за власні кошти. Вона відновила або доповнила генеологічне дерево Дастіна Хоффмана, Ісаака Бабеля, Леоніда Утьосова, Володимира Висоцького, Мішки Япончика, Давида Марголіна, Девід Хофштейн, Сімхи Лібермана, Менахем-Менделя Шнеерсона та інші відомі особистості. Вона проіндексувала понад мільйон архівних документів часів Російської імперії, пов'язаних з єврейською генеалогією, з архівів України — і виклала їх в мережу.
У вересні 2017 року Надія брала участь у міжнародній програмній конференції «Ризький форум — Голокост і сучасний радикалізм» у Ризі з понад 100 учасниками та учасницями з 17 країн. У липні–серпні 2019 року вона виступала на Міжнародній конференції з єврейської генеалогії в Клівленді. Влітку 2020 року вона брала участь у відкритті меморіалу загиблим у Тетієві.

## Особисте життя
З 2004 по 2005 рік була одружена з Ігорем Брановицьким і нещодавно розлучилася зі своїм третім чоловіком Олексієм (Єлисеєм)[джерело?][значущість факту?]. Її син Микита служив в Армії оборони Ізраїлю, проходив військову службу в бригаді Голані[джерело?].

## Публікації
- Липес Н. И. А вы по национальности? Astroprint, 2017. ISBN 978-966-927-307-9.[17]
- Липес Н. И. Советские документы. Что, где, зачем. Astroprint, 2018. ISBN 978-966-927-348-2.[18]
- Липес Н. И. Досоветские документы. Что, где, зачем, 1786—1917. Astroprint, 2019. ISBN 978-966-927-482-3.[19]
- Липес Н. И. Погромы: неудобная правда, 1917—1921. Астропринт, 2021. ISBN 978-966-927-806-7.[20]
- Липес Н. И. «Грабармия» Деникина в записках врача Лазаря Билинкиса. Лехаим № 11 (355), 28 октября 2021.[21]
- Lipes N. I. Kiev Archives: Documentation of World War I Jewish Refugees. Avotaynu Volume XXX, Number 2, Summer 2014.
- Lipes N. I. Russian Empire Army Census of 1875 For the Territory of Ukraine. Avotaynu Volume XXX, Number 3, Fall 2014.
- Lipes N. I. Jewish Berdichev as Seen Through Two Archival Collections. Avotaynu Volume XXX, Number 4, Winter 2014.
- Lipes N. I. Archival Records from the Russian Courts, Police, Notaries and Other State Agencies. Avotaynu Volume XXXI, Number 1, Spring 2015.
- Lipes N. I. Y-DNA Helps Trace a Litvak's Roots Back to Eretz Yisrael Two Thousand Years Ago. Avotaynu Volume XXXI, Number 2, Summer 2015.
- Lipes N. I. Hidden Jewish History: The Expulsion of Jews from Kiev in 1827 and the Story of the Rabbis. Avotaynu Volume XXXI, Number 3, Fall 2015.
- Lipes N. I. Archival Records of Jewish Refugees to the USSR (1939—1940). Avotaynu Volume XXXI, Number 4, Winter 2015.
- Lipes N. I. Hard-to-Find Family History: A Story About Some «Illegitimate» Jewish Children. Avotaynu Volume XXXII, Number 1, Spring 2016.
- Lipes N. I. What May be Learned from the Personal Files of Jewish Students in the Russian Empire. Avotaynu Volume XXXII, Number 2, Summer 2016.
- Lipes N. I. Your Connection to Rabbi Levi Yitzhak from Berdichev. Avotaynu Volume XXXII, Number 4, Winter 2016.
- Lipes N. I. Developing an Index of Jewish Records for Old Kiev Guberniya. Avotaynu Volume XXXIII, Number 2, Summer 2017.
- Lipes N. I. A Journey to One's Roots. Avotaynu Volume XXXIII, Number 4, Winter 2017.